# Jean-Dominique Merchet
 (mai 2020).
Jean-Dominique Merchet, né le 26 octobre 1959 à Besançon, est un journaliste français spécialisé dans les questions militaires, stratégiques et internationales. Il travaille depuis juin 2013 pour le quotidien L'Opinion, dont il est le correspondant diplomatique et défense.

## Biographie
D'origine franc-comtoise, Jean-Dominique Merchet est ancien élève de l'Institut d'études politiques de Grenoble.
Passionné de questions militaires, il a commencé sa carrière de journaliste comme chroniqueur militaire au mensuel le Monde diplomatique, et à partir des années 1990, pendant plus de vingt ans, comme journaliste au quotidien Libération pour les questions liées à la défense et y anime le blog Secret-Défense, créé en juillet 2007. Il démissionne de Libération en septembre 2010 pour rejoindre la rédaction de l'hebdomadaire Marianne, comme directeur adjoint, chargé des questions internationales, où il continue à tenir un blog, sous le même titre et sur les mêmes sujets, les questions de défense et militaires. Puis, il rejoint, à sa création, le quotidien libéral L'Opinion. 
Il est également auditeur de l'Institut des hautes études de défense nationale (49e session). Il collabore régulièrement à des émissions de radio-télévision, notamment C'dans l'air[réf. souhaitée]. Il a tenu une chronique dans le bimestriel Guerres et Histoire[réf. souhaitée] et il est l'auteur de plusieurs livres dont Macron Bonaparte (2017),.
Il a critiqué la visite de Pierre de Gaulle, fils de Philippe de Gaulle, en Russie pour les 80 ans de la bataille de Stalingrad ainsi que pour ses positions Pro-Poutine contre l'Otan ainsi que contre les Américains,.

## Ouvrages
- Les Commandos marine, en collaboration avec Marie Babey (photos), France Delory, 1999.
- Caroline Aigle, vol brisé, éditions Jacob-Duvernet, 2007  (ISBN 978-2-84724-180-8).
- Mourir pour l'Afghanistan, éditions Jacob-Duvernet, 2008  (ISBN 978-2847242843).
- Défense européenne, la grande illusion, éditions Larousse, coll. « À dire vrai », 2009  (ISBN 978-2035848055).
- Une histoire des forces spéciales, éditions Jacob-Duvernet, 2010  (ISBN 978-2847242591).
- La Mort de Ben Laden, éditions Jacob-Duvernet, 2012  (ISBN 978-2847244052).
- De la cavalerie aux forces spéciales. l'histoire du 13e RDP. Editions Pierre de Taillac, 2014.
- Macron Bonaparte, Stock, 2017.
- Sommes-nous prêts pour la guerre ?, Robert Laffont, 2024.